# Нуан
Нуа́н (фр. Nouhant, окс. Noent) — коммуна во Франции, находится в регионе Лимузен. Департамент коммуны — Крёз. Входит в состав кантона Шамбон-сюр-Вуэз. Округ коммуны — Обюссон.
Код INSEE коммуны — 23145.

## Население
Население коммуны на 2010 год составляло 315 человек.
| 1962 | 1968 | 1975 | 1982 | 1990 | 1999 | 2010 |
| ---- | ---- | ---- | ---- | ---- | ---- | ---- |
| 559  | 508  | 446  | 378  | 355  | 323  | 315  |

## Экономика
В 2010 году среди 186 человек трудоспособного возраста (15—64 лет) 146 были экономически активными, 40 — неактивными (показатель активности — 78,5 %, в 1999 году было 71,7 %). Из 146 активных жителей работали 131 человек (73 мужчины и 58 женщин), безработных было 15 (8 мужчин и 7 женщин). Среди 40 неактивных 8 человек были учениками или студентами, 21 — пенсионерами, 11 были неактивными по другим причинам.